# 赤城マリ子
赤城 マリ子（あかぎ まりこ、1954年1月6日 - ）は、岩手県盛岡市出身の元女子プロレスラー。本名・加瀬谷 東子。

## 来歴
中学卒業後に上京。会社員として勤務後、全日本女子プロレスに入門。当時の女子プロレスラーには珍しい、数々の技を使いこなす随一のテクニシャンだった。全女を経営する松永家とは親戚に当たる（これは初代・赤木マリ子の情報）2代目は縁故関係はない。
リングネームは赤木まり子より2代目を襲名（初代はマスクをかぶりマスクド・マリに変身）。後に表記は「赤城マリ子」に変わった。
1970年3月19日デビュー。
1972年10月11日、ジャンボ宮本と組み、WWWA世界タッグを獲得。ペギー黒田、佐々木順子、柳みゆき、マッハ文朱とのタッグでも王座に君臨した。
シングルでも1976年3月15日にジャンボ宮本よりWWWA世界王座を奪取。
選手晩年は覆面ヒールに転向し、シルバー・サタン（鋤崎真澄）とのシルバー・ペアを組んだ。
1979年7月31日に鋤崎真澄と一緒に引退。フジテレビ「全日本女子プロレス中継」解説者となる。
退社後は品川区で「マリ子の店」を経営していたが、2009年末、閉店。
店を経営してからはほとんどマスコミに現さなかったが、2010年に短編映画「ミステルロココ」に協力するとともに女優として出演も果たした。
なお、引退後に全女入りした立野記代が3代目赤城マリ子を襲名する話も出ていた。
2022年1月のブル中野のぶるちゃんねるに登場。ブル中野と対談を行っている。

## タイトル
- AGWAインターナショナルタッグ王座
- WWWA世界シングル王座
- WWWA世界タッグ王座

## 得意技
- フライングボディアタック
- 卍固め
- 足4の字固め
- ヤシの実割り

## テレビ出演
- 江戸特捜指令 第17話「くの一!花嫁に何が起ったか」（1977年、MBS / 三船プロダクション） - かがり 役
- 夜明けの刑事 第107話「女子プロレスラー奮戦す」（1977年、TBS / 大映テレビ）